# Строитель (стадион, Набережные Челны)
«Строи́тель» — стадион в городе Набережные Челны, Республика Татарстан. Стадион включает в себя футбольное поле с искусственным покрытием без подогрева, беговые дорожки и одну трибуну на 2202 мест (до реконструкции 2016 года стадион имел две трибуны вместимостью 9120 человек). Стадион является одним из городских центров развития физической культуры и спорта. В разные годы на стадионе проводили матчи футбольные клубы «Турбина», «КАМАЗ», «КАМАЗ»-д, «КАМАЗ» (ж), «Сатурн». В настоящее время на стадионе домашние матчи проводит «Турбина-Строитель» и юношеские команды «КАМАЗ» разных возрастов.

## История
Стадион является одной из старейших спортивных арен Набережных Челнов. Строительство стадиона началось конце 1970-х годов в Старой части города. В результате в 1979 году горожане получили спортивное сооружение, где можно было организовать полноценный учебно-тренировочный процесс, а также проводить соревнования республиканского и даже российского уровня.
«Строитель» всегда был излюбленной площадкой для массовых занятий физической культурой, местом проведения спартакиад ПО «Камгэсэнергострой» и других любительских соревнований. Каждую зиму, начиная с 1981 года на футбольном поле заливался каток для массового катания на коньках. С 1983 по 1986 год на стадионе работали также секции самбо, атлетической гимнастики. Кроме того, на стадионе тренировались штангисты.
В 1970—1980-х годах стадион являлся домашней ареной футбольного клуба «Турбина», выступавшего во второй лиге чемпионата страны.
Вплоть до 1991 года стадион был спортивной базой Управления спортивных сооружений профсоюзного комитета ПО «Камгэсэнергострой» и добровольного спортивного общества «Труд», под флагом которого выступали спортсмены-строители. В 1993 году на стадионе «Строитель» футбольный клуб «КАМАЗ» провёл свои первый и второй домашние матчи в Высшей лиге. После 1995 года стадион был передан на баланс управления по физической культуре, спорту и туризму мэрии города Набережные Челны. В 2001—2006 годах на стадионе проводил свои домашние матчи футбольный клуб «Сатурн».
В 2016 году на стадионе была начата реконструкция (капитальный ремонт).
В настоящее время при стадионе функционирует ДЮСШ «Строитель», включающая в себя отделения по трём видам спорта: футбол, бокс, тяжёлая атлетика. Также стадион является традиционным местом проведения городских праздников — День Победы, Сабантуй, День строителя. На его поле проходят спартакиада медицинских работников, республиканские соревнования по пожарно-прикладному спорту и многие другие соревнования.
В 2023 году — домашний стадион команд футбольного клуба «КАМАЗ» в ЮФЛ (дивизион «Приволжье»).

## Вместимость

Вид с трибуны (нижний ярус) на футбольное поле

Вместимость трибун (до реконструкции) — 9120 человек, из них:
- западная (центральная) трибуна: 6720 чел.

нижний ярус: 3360 чел.
верхний ярус: 3456 чел.
- восточная трибуна: 2400 чел.

После реконструкции вместимость стадиона составляет 2400 мест. Восточная трибуна демонтирована. Верхний ярус западной трибуны закрыт для посещения.

## Факты

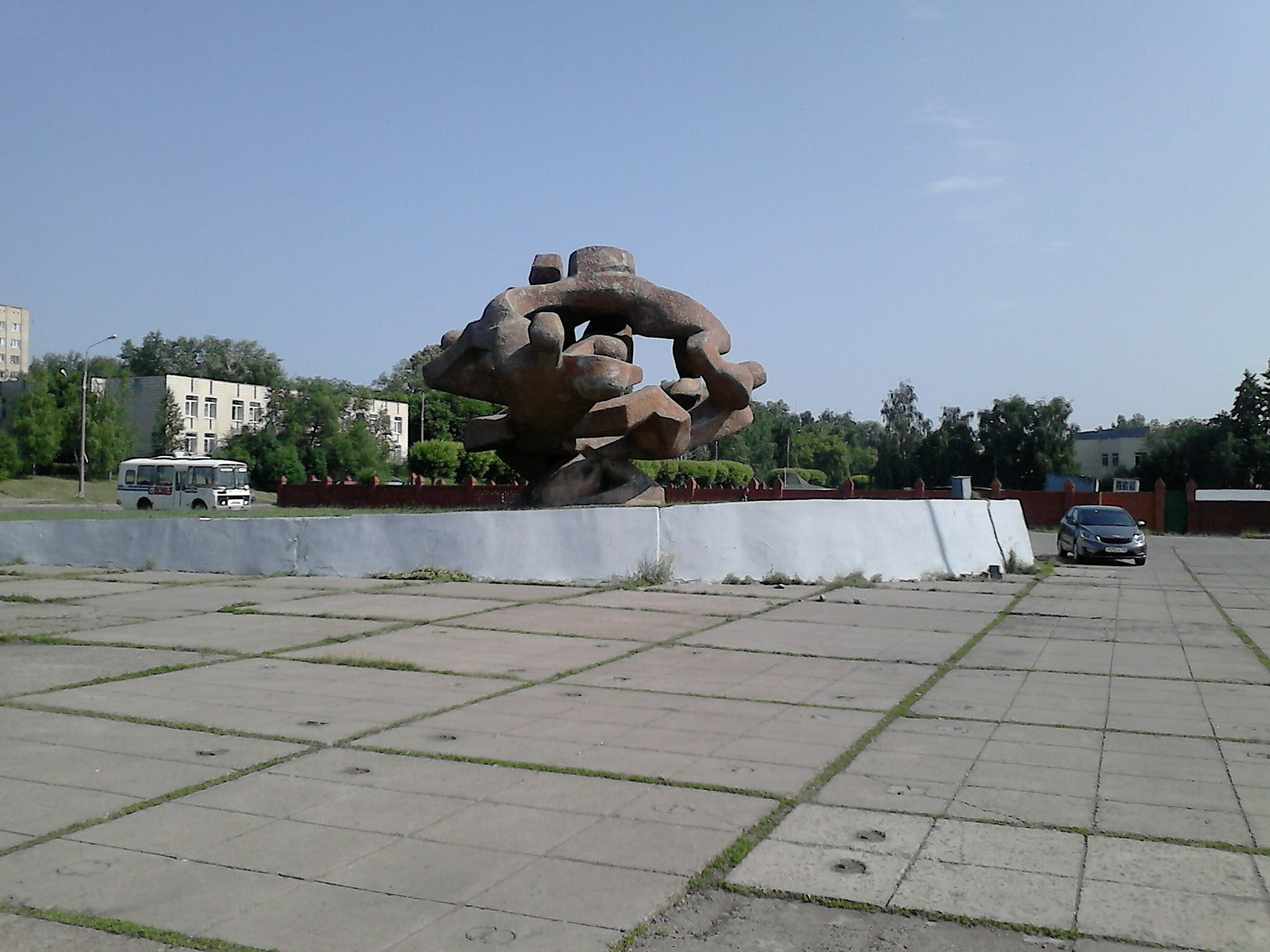
«Скульптура регбиста»

- Перед входом на стадион установлена одна из самых необычных скульптурных композиций в Набережных Челнах — «Скульптура регбиста», автором которой является Ильдар Ханов[9].
- В августе 2009 года на стадионе «Строитель» была проведена безостановочная эстафета в течение 30 часов 49 минут, вошедшая в книгу рекордов России как самая продолжительная эстафета. Всего в эстафете приняло участие 4799 человек, пробежавших дистанцию общей длиной 60 7200 метров[10].
- 15 августа 2012 год на стадионе «Строитель» провела тренировку вторая сборная России по футболу перед матчем с молодёжной сборной Бельгии по футболу[11].

## Адрес
- 423808, Республика Татарстан, Набережные Челны, Набережная Тукая, дом 16.

## Фотогалерея
Фото 2025 года (после реконструкции):
| Центральный вход (снаружи) |  | Единственная трибуна |  | Центральный вход (внутри) |

Фото 2015 года (до реконструкции):
| Центральный вход |  | Восточная (малая) трибуна |  | Западная (центральная) трибуна |